# Långevattnet (Järbo socken, Dalsland)
Långevattnet är en sjö i Färgelanda kommun i Dalsland och ingår i Göta älvs huvudavrinningsområde.